# راسلمانيا 40
راسلمينيا 40 أو راسلمينيا XL (بالإنجليزيَّة: WrestleMania XL) هو حدث المُصارعة السَّنويُّ الأكبر في اتحاد WWE. وهي الرَّاسلمينيا السنوية الأربعون والتي قامت لمدة ليلتين في 6 و7 أبريل 2024 في ملعب لينكون المالي في مدينة فيلادلفيا، ولاية بنسلفانيا الأمريكيَّة.
تتكون البطولة من إجمالي 14 مباراة، بواقع سبع مباريات في كل ليلة. في الحدث الرئيسي لليلة الأولى، هزم فريق البلودلاين المُكوَّن من ذا روك، ورومان رينز فريق كودي رودز وسيث "فريكين" رولينز في مباراة فرق، مما جعل التنافُس على مباراة بطولة WWE العالمية بلا منازع في الليلة الثانية والتي كانت على نمط البلودلاين. وفي مباريات بارزة أخرى، هزم الكندي من أصلٍ سُوري سامي زين، بطل القارَّات غونثر، ليحوز على الحزام، ومنهيًا عهد الأخير الذي دام 666 يومًا، وكانت هذه الخسارة لغونثر، هي الأولى في الحدث الرئيسي منذ ظهوره الأول في عام 2022. وفي المباراة الافتتاحية، هزمت ريا ريبلي، بيكي لينش المُلقبة ذا مان، لتحتفظ بلقب بطولة العالم للسيدات في راو.
وفي الليلة الثَّانية من المهرجان السَّنويُّ الكبير، وتحديدًا في الحدث الرئيسي، تمكن كودي رودز من هزيمة رومان رينز في مباراة على نمط بلودلاين ليفوز ببطولة WWE العالمية بلا منازع، منهيًا عهد الأخير في بطولة العالم بعد 1316 يومًا. في مباريات بارزة أخرى، هزمت بايلي، البطلة اليابانيَّة آيو سكاي لتتمكن من انتزاع حزامها لقب WWE لسماك داون السيدات. كما هزم المُحاب الاسكتلندي درو ماكنتاير، البطل سيث رولينز ليفوز ببطولة العالم للوزن الثقيل، وبعد ذلك بدقائق، قام داميان بريست بصرف عقد حقيبته الخاصة به وهزم ماكنتاير ليفوز باللقب. أيضًا في الليلة الثانية، تمكن بطل الولايات المُتحدة، لوجان بول من استغلال الفوز ضد كُلًا من راندي أورتن وكيفن أوينز في مباراة ثُلاثيَّة ليحتفظ ببطولة الولايات المتحدة.
تُعتبر هذه أول بطولة راسلمانيا تقام بعد اندماج WWE مع شركة (UFC) التابعة لـ إنديفر في سبتمبر 2023، تحت شعار مجموعة TKO. لتكون راسلمانيا 40، هي الأولى تحت TKO والأولى التي لا تخضع مباشرة لسيطرة عائلة مكمان. كان هذا أيضًا هو آخر بث مباشر لراسلمانيا على شبكة WWE المستقلة، والتي من المقرر إغلاقها في أي أسواق لا تزال الخدمة فيها متاحة في يناير 2025، مع انتقال محتوى WWE إلى نتفلكس.

## الإنتاج

### الخلفية

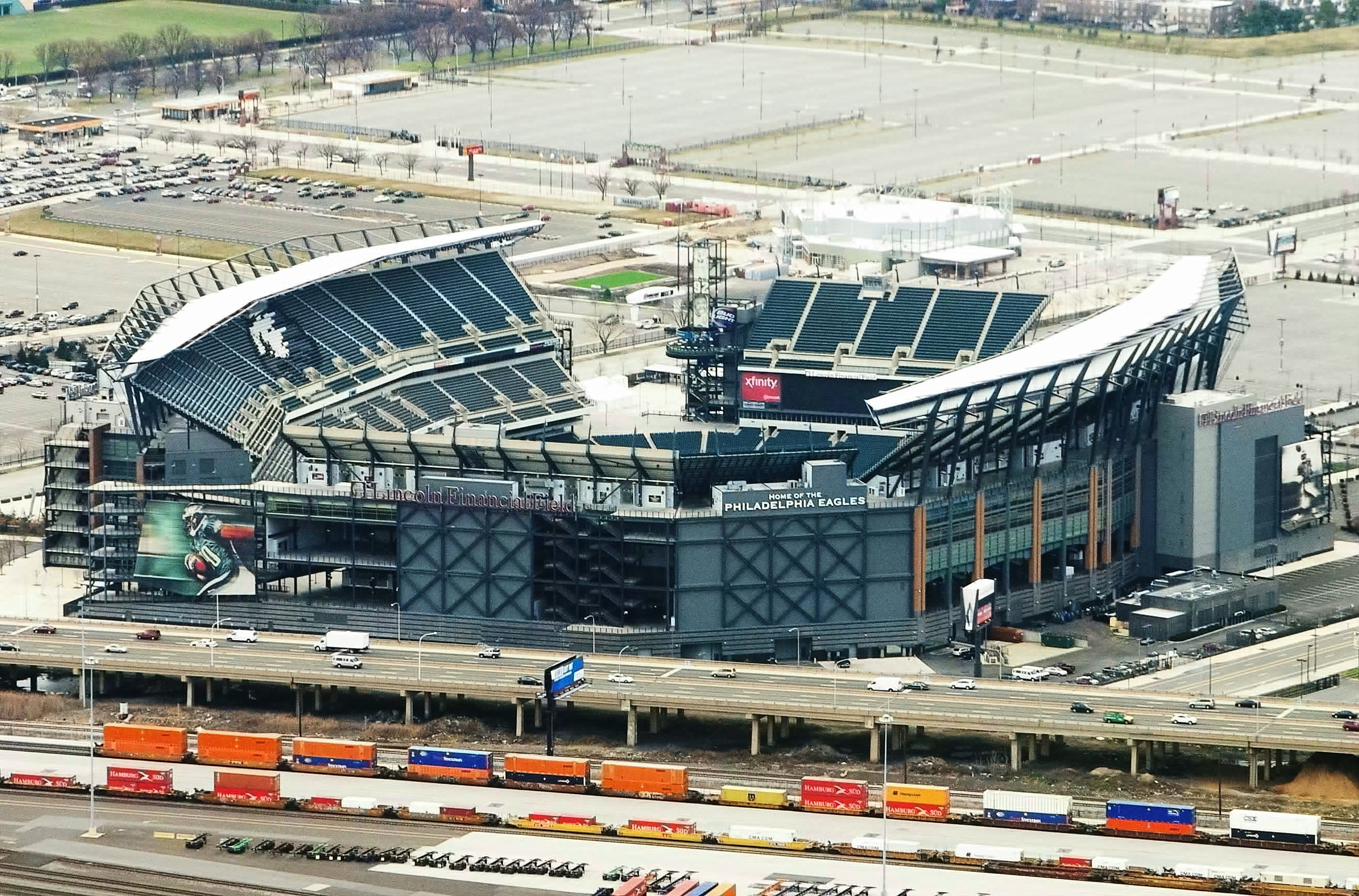
يقام هذا الحدث في ملعب لينكون المالي في فيلادلفيا، بنسلفانيا.

كل ذلك تحت نفس العهد الذي بدأ في أغسطس 2020، سيكون راسلمانيا XL بمثابة الدفاع الرَّابع على التوالي لرومان رينز عن بطولة دبليو دبليو إي يونيفرسال في الحدث السنوي، وبالتالي الثاني كبطل دبليو دبليو إي العالمي بلا منازع ، حيث فاز ببطولة دبليو دبليو إي في ريسلمانيا 38 في أبريل 2022 ليصبح البطل بلا منازع. في الحدث الرئيسي في كلتا ليلتي WrestleMania XL، يمثل هذا أيضًا أحداثه الرئيسية الثامنة والتاسعة في راسلمانيا الرئيسية، محطمًا الرقم القياسي لـ هولك هوجان في معظم الأحيان.

راسلمانيا هو الحدث الرئيسي للدفع مقابل المشاهدة (PPV) والبث المباشر في دبليو دبليو إي، والذي تم عقده لأول مرة في عام 1985. كان هذا أول عرض دفع مقابل المشاهدة يتم إنتاجه للشركة وكان أيضًا أول حدث كبير لدبليو دبليو إي متاح عبر البث المباشر عندما أطلقت الشركة شبكة WWE في فبراير 2014. إنه أطول حدث مصارعة محترفة في التاريخ ويقام سنويًا بين منتصف مارس ومنتصف أبريل. إلى جانب رويال رامبل وسمر سلام وسرفايفر سيريس وماني إن ذا بانك، فهو أحد أكبر خمسة أحداث للشركة لهذا العام، ويشار إليهم باسم "الخمسة الكبار"، وسيضم مصارعين من أقسام العلامة التجارية، وهي راو وسماكداون. تم تصنيف راسلمانيا على أنها العلامة التجارية الرياضية السادسة الأكثر قيمة في العالم من قبل  مجلة فوربس.
وقد تم وصفها بأنها سوبر بول للترفيه الرياضي. تمامًا مثل مباراة سوبر بول، تسعى المدن الأمريكيَّة للحصول على حق استضافة نسخة العام من راسلمانيا. الأغنية الرسمية للحدث هي "غاسولين" والتي يُؤديها الفنان الكنديُّ  الشهير ذا ويكند، وهي السنة الخامسة له على التوالي التي يتم فيها استخدام أغانيه في راسلمانيا.
في 27 يوليو 2022، أُعلن أن ملعب لينكولن المالي في فيلادلفيا، بنسلفانيا سيستضيف مهرجان راسلمانيا 40 في 6 و7 أبريل 2024  رحب عمدة فيلادلفيا جيم كيني بالدبليو دبليو إي  في المدينة، مشيرًا إلى  أهمية الدعم الاقتصادي من المشجعين الزائرين. تم الكشف عن شعار الحدث في 8 أكتوبر 2022، خلال العرض التمهيدي لبداية إكستريم رولز في مركز ويلز فارجو القريب. وتحت عنوان جرس الحرية وبألوان فيلادلفيا إيجلز، فهو يشتمل على أرقام رومانية لأول مرة منذ راسلمانيا XXX في عام 2014، وبالتالي تم تصميم العنوان رسميًا باسم راسلمانيا XL والتي تعني بالأربعين.
تم طرح تذاكر الحدث للبيع في 18 أغسطس 2023. تم بيع أكثر من 90 ألف تذكرة في اليوم الأول لكلتا الليلتين معًا، محطمًا الرَّقم القياسي الذي سجلته دبليو دبليو إي في راسلمانيا العام السابق.

اعتبارًا من يناير 2023، كانت هناك تكهنات بأن دبليو دبليو إي قد تم عرضها للبيع. وقبل ساعات من بدء الليلة الثانية من عرض راسلمانيا 39، ذكرت شبكة سي إن بي سي عبر مصادر متعددة أن صفقة بين دبليو دبليو إي و إنديفر، الشركة الأم لبطولة القتال النهائي يو إف سي (UFC) عبر زوفا، كانت على وشك الحدوث. تضمنت الصفقة دمج دبليو دبليو إي مع يو إف سي في شركة جديدة للتداول العام، حيث تمتلك شركة إنديفر حصة قدرها 51٪. تم تأكيد البيع في اليوم التالي في 3 أبريل 2023، وتم الانتهاء منه في 12 سبتمبر، مع اندماج WWE مع UFC لتصبح أقسامًا تابعة لمجموعة مُقتنيات TKO. يُعتبر راسلمانيا 40 بدوره أول راسلمانيا يقام دون خضوع سيطرة عائلة مكمان المالكة لشركة دبليو دبليو إي، وبالتالي فهي أول راسلمانيا تحت TKO.

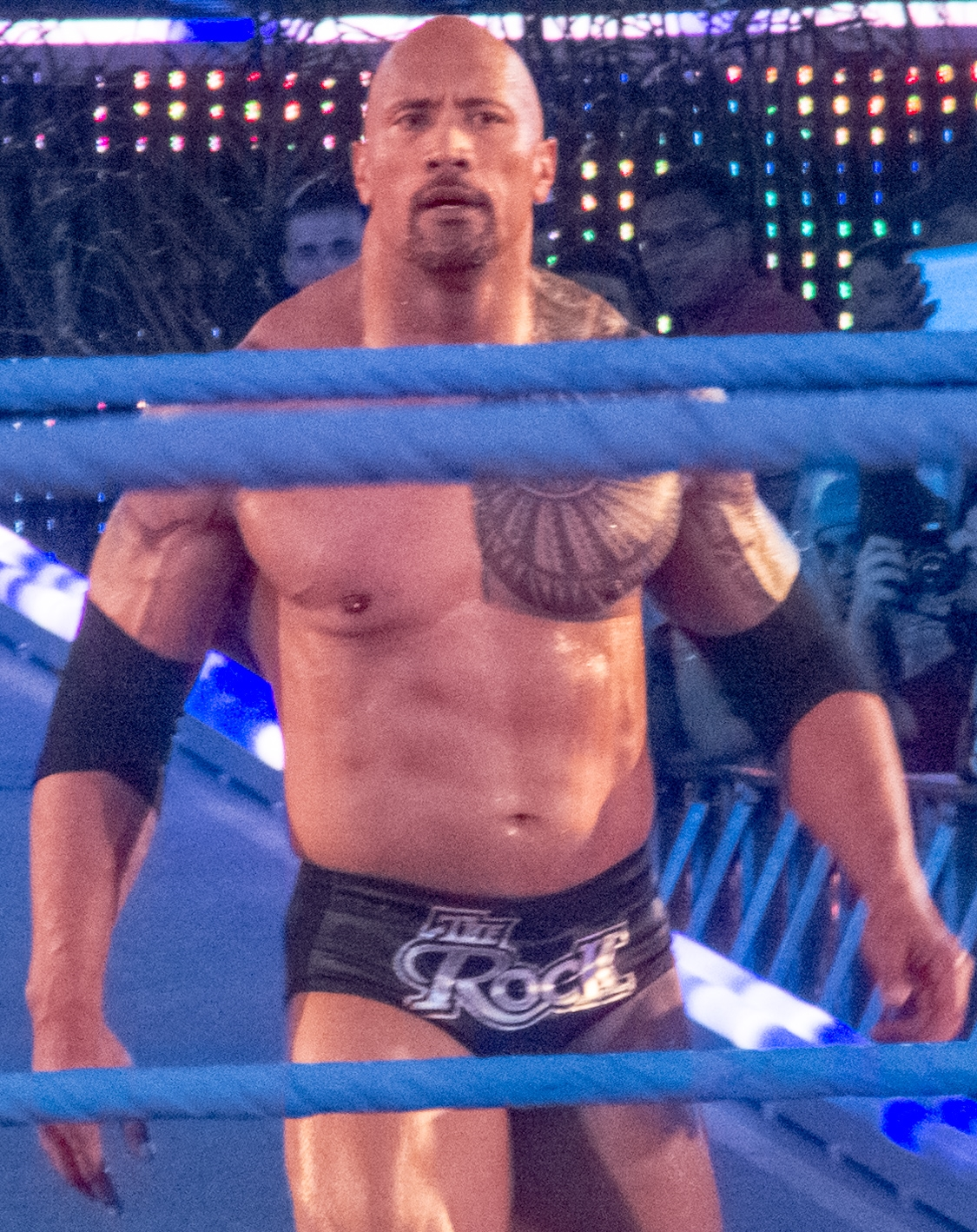
خاض ذا روك أول مباراة مُصارعة محترفة له في هذا الحدث منذ ريسلمانيا 32 في عام 2016.

### منافذ البث
يتم بث راسلمانيا 40 مُباشرةً على نظام الدفع مقابل المشاهدة التقليدي في جميع أنحاء العالم. بالإضافة إلى ذلك، فهو متاح للبث المباشر على بيكوك في الولايات المتحدة، وديزني+ هوتستار في إندونيسيا، وديزني+ في الفلبين، وبينجي في أستراليا، وآبيما في اليابان، وسوني ليف في الهند، وشبكة دبليو دبليو إي في أي بلد آخر. في يناير 2024، أعلنت دبليو دبليو إي أنه بدءًا من يناير 2025، بالنسبة لأي دولة لا تزال لديها شبكة دبليو دبليو إي، فإنه سيتم إيقاف الخدمة مع دمج جميع محتويات دبليو دبليو إي ضمن شبكة نتفلكس. وهذا يجعل من راسلمانيا XL أو راسلمانيا 40، هي آخر راسلمانيا يتم بثه مباشرة على شبكة دبليو دبليو إي ما قد يُعتبر تحوُّلًا في تاريخ الشركة.

### أحداث أسبوع راسلمانيا الأخرى
كجزء من احتفالات راسلمانيا، تقيم دبليو دبليو إي عددًا من الأحداث على مدار الأسبوع. حيث قدم عضو قاعة المشاهير، أندرتيكر عرضه الأول "ديد مان" يوم الخميس 4 أبريل في فيلمور فيلادلفيا. بدءًا من نفس اليوم وحتى 8 أبريل في مركز مؤتمرات بنسلفانيا في فيلادلفيا، كان هنالك مؤتمر للمشجعين يسمى دبليو دبليو إي راسلمانيا العالمي. بالشراكة مع فانتاستيك إيفنتس، يتضمن الحدث الذي يستمر خمسة أيام جلسات مقابلات مع مصارعين دبليو دبليو إي، ودورة ألعاب دبليو دبليو إي 2K24، وتسجيلات بودكاست حية، ولقاءات وتحية مع المصارعين، ومتجر بضائع كبير به العديد من التذكارات التي تكرم مرور 40 عامًا على راسلمانيا.

### مشاهير
كما هو التقليد في راسلمانيا، يشارك المشاهير من خارج المصارعة في الحدث بقدرات مختلفة. حيث قامت المغنية الحائزة على جائزة غرامي، كوكو جونز بأداء أغنية النَّشيد الوطنيُّ الأمريكي في الليلة الأولى من راسلمانيا 40. ويقوم مغني الراب الحائز على جائزة جرامي ليل واين بإطلاق أغنيته المنفردة خلال الحدث. روى مغني الراب ميك ميل من فيلادلفيا أغنية الأجواء الباردة لهذا الحدث.

### القصص
يتضمن الحدث مطابقات نتجت عن قصص مكتوبة. تم تحديد النتائج مسبقًا من قبل كتاب WWE في علامتي راو وسماكداون، بينما تم إنتاج القصص في برامج دبليو دبليو إي التلفزيونية الأسبوعيَّة، مثل مونداي نايت راو و فرايداي نايت سماكداون.

#### مباريات الحدث الرئيسي
بعد عودة كودي رودز إلى دبليو دبليو إي في راسلمانيا 38 في أبريل 2022، أعلن أنه سينهي قصته بالفوز ببطولة دبليو دبليو إي، وهو اللقب الذي لم يحمله والده داستي رودس أبدًا. أيضًا في ريسلمانيا 38، أصبح رومان رينز بطل دبليو دبليو إي العالمي بلا منازع ببطولة دبليو دبليو إي يونيفرسال والفوز ببطولة دبليو دبليو إي. فاز رودز بمباراة رويال رامبل 2023 لكنه فشل في هزيمة رينز على اللقب بلا منازع في ريسلمانيا 39، فاز رودس مرة أخرى بمباراة رويال رامبل عام 2024. مع تقديم بطولة العالم للوزن الثقيل بعد ريسلمانيا 39، رودز، الذي فاز بالرويال رامبل كعضو في قائمة الراو، حصل بدوره على اختيار اللقب العالمي الذي سينافس عليه في راسلمانيا 40. خلال المؤتمر الصحفي الذي أعقب حدث رويال رامبل، صرح رودز أنه يريد مواجهة رينز مرة أخرى على بطولة دبليو دبليو إي العالمية بلا منازع في سماك داون،  ولكن في حلقة 29 يناير من راو، جادل سيث "فريكن" رولينز بأن رودز يجب أن يتحداه بدلاً من ذلك. لبطولة العالم للوزن الثقيل في راو. في عرض سماك داون ذلك الأسبوع، أعلن رودز أنه لن يتحدى رينز في راسلمانيا وقال أن أحد الأفراد الذين استشارهم في اتخاذ قراره يعرف رينز جيدًا. أدى هذا إلى ظهور ذا روك الذي واجه رينز وجهاً لوجه.

## الأحداث

### اللَّيلة الأولى

#### الافتتاحيَّة
بدأ راسلمانيا يوم السبت في 6 أبريل، مع قدوم مدير المحتوى في اتحاد WWE تريبل إتش، حيث رحب بالجماهير في الحدث ودعاهم للاستمتاع بالحدث الاستثنائي.
| دور                     | اسم              |
| ----------------------- | ---------------- |
| المُعلقين (لغة إنجليزيَّة) | مايكل كول        |
| المُعلقين (لغة إنجليزيَّة) | كوري جريفز       |
| المُعلقين (لغة إنجليزيَّة) | بات مكافي        |
| مُعلقين (لغة إسبانيَّة)    | مارسيلو رودريجيز |
| مُعلقين (لغة إسبانيَّة)    | جيري سوتو        |
| المذيعة                 | سامانثا ايرفين   |
| الحكم                   | دانيلو أنفيبيو   |
| الحكم                   | جيسون آيرز       |
| الحكم                   | شون بينيت        |
| الحكم                   | جيسيكا كار       |
| الحكم                   | دافني لاشون      |
| الحكم                   | إيدي أورينجو     |
| الحكم                   | تشاد باتون       |
| الحكم                   | رود زاباتا       |
| المحاورين               | كايلا براكستون   |
| المحاورين               | كاثي كيلي        |
| المحاورين               | بايرون ساكستون   |
| لوحة ما قبل العرض       | جاكي ريدموند     |
| لوحة ما قبل العرض       | سي ام بانك       |
| لوحة ما قبل العرض       | بيج إي           |
| لوحة ما قبل العرض       | وايد باريت       |
| مراسلي ما قبل العرض     | ميغان مورانت     |
| مراسلي ما قبل العرض     | توم رينالدي      |

#### ريا ريبلي ضد بيكي لينش
في المباراة الأولى من الليلة الأولى، دافعت ريا ريبلي عن بطولة العالم للسيدات في راو ضد بيكي لينش. أثناء المباراة، قامت لينش بتطبيق حركة "دس آرم هر" على ريبلي، التي كان قادرة على الهروب عن طريق أداء "سيت آوت باوربومب" لقربها. عندما حاولت ريبلي تنفيذ "ريبتايد"، تصدت لينش لضربة مانهاندل سلام لقربها. ثم أجرت ريبلي ريبتايد على لينش مرة أخرى. في النهاية، عندما حاولت لينش تحقيق مانهاندل سلام ثانيةً، تصدت ريبلي وأدت مرتين متتاليتين حركة ريبتايد، حيث فازت على لينش، للاحتفاظ باللقب.

#### مباراة 6 فرق لبطولة الفرق لراو وسماكدوان
دافع فريق جاجمنت داي المُكوَّن من (فين بالور وداميان بريست) عن بطولة WWE للفرق بلا منازع في مبارة من نوع سلالم مكونة من ستة مجموعات ضد فريق #DIY (جوني جارجانو وتوماسو تشامبا)، وفريق ذا نيو داي (كوفي كينغستون وإكزافيير وودز)، وفريق الحقيقة الرَّائعة (آر تروث، وذا ميز)، وإي تاون آندر (أوستن ثيوري وغرايسون والر)، ونيو كاتش ريبابليك (بيت دان وتايلر بيت). خلال المباراة، قام آر تروث بتعديل الموقف على بالور وقام بتثبيته لثلاث مرات في مشهدٍ مُضحك للجمهور. احتفل تروث معتقدًا أنها مباراة فرق تقليدية، لكن ميز أبقظه قائلًا أنه يتعين عليهم سحب أحزمة اللقب للأسفل. اقترح تروث بعد ذلك أن يلاحق جارجانو وسيامبا بطولة الفرق لراو، بينما يسعى هو وميز إلى بطولة الفرق لسماكداون. تم بعد ذلك إسقاط الفريقين على يد ثيوري ووالر، اللذين تسلقا السلم واستعادا بطولة الفرق لسماكداون. تدخل عضو فريق الجاجمنت داي، جي دي ماكدونا، لكن كينغستون وودز انقلبوا على السلم، مما تسبب في اصطدام ماكدونا عبر الطاولات. في النهاية، تمكن آر تروث من الصُّعود عبر السُّلم وسط هتافات المُشجعين واستعاد بطولة الفرق لراو لإنهاء المباراة وتقسيم الألقاب مع ميز. هذا جعل فريق آر تروث أقدم بطل لفريق Raw Tag Team في تاريخ اللقب، وكان أول فوز له في الحدث السنوي.

#### فريق ري مستيريو ضد سانتوس إسكوبار وفريقه
واجه ري ميستيريو وأندرادي (برفقة كارليتو وكروز ديل تورو وجواكين وايلد وزيلينا فيجا) ضد فريق مُكوَّن من سانتوس إسكوبار ودومينيك ميستيريو "القذر" (برفقة أنجل وهمبيرتو وإليكترا لوبيز). في النهاية، ظهر رجلان ملثمان وساعدا ميستيريو، الذي ضرب بعد ذلك دومينيك وإسكوبار بضربة 619. أخرج أندرادي دومينيك وقام راي بتثبيت إسكوبار ليفوز بالمباراة. بعد المباراة، احتفل الرجال الملثمون مع فريق ميستريو وتم الكشف عن أنهم رجال فيلادلفيا إيجلز لكرة القدم الأمريكيَّة، وهُما المُهاجمان جيسون كيلسي ولين جونسون.

#### جاي أوسو ضد جيمي أوسو
في المباراة الرابعة، واجه جاي أوسو شقيقه جيمي أوسو في المباراة الثالثة فقط بين الأخ وأخيه في راسلمانيا (بعد جيف هاردي ضد مات هاردي في راسلمانيا 25 في أبريل 2009). خلال المباراة، كان جاي وجيمي يتبادلان عدة ركلات خارقة ضد بعضهما البعض. بينما كان جاي على وشك تنفيذ ركلة خارقة على وجهه، اعتذر جيمي وصافح جاي أثناء ركوعه، ثم صافح الأخير يد أخيه وساعده على النهوض، لكن جيمي دفع جاي وركله بشكل فائق. قام جيمي بعد ذلك بأداء "فروغ سبلاش" على جاي لمسافة قريبة. في النهاية، قام جاي بأداء "سبير" و"أوسو سبلاش" على جيمي ليفوز بالمباراة.

#### فريق جيد وبيانكا وناومي ضد فريق أضرار CTRL
بعد ذلك، واجه فريق جيد كارجيل وبيانكا بلير وناومي، فريق أضرار CTRL (داكوتا كاي وأسوكا وكايري ساني) في مباراة فريق مكونة من ست نساء. في النهاية، قامت آسوكا برش الضباب عن طريق الخطأ، مما سمح لبيلير بضرب آسوكا بذيل حصانها ومتابعتها باستخدام "كود". قامت كارجيل بأداء "جيدد" على كاي ليفوز فريق جيد وبيانكا وناومي بالمباراة.

#### غونثر ضد سامي زين
في المباراة قبل الأخيرة من الحدث الرئيسي، دافع غونثر المصارع النَّمساوي عن بطولة راو للقارات ضد سامي زين الكندي من أصلٍ سوري. وعندما اتهم زين بتنفيذ ركلة هيلوفا، تصدى غونثر لحركة الاستسلام النائم. نجا زين من مناورة الاستسلام وحاول استخدام حركة قنبلة الرعد الأزرق، لكن غونثر تصدى مرة أخرى وقام بتطبيق القبضة النائمة. أجرى غونثر ركلة إسقاط وباور بومب على زين لقربه. كان غونثر ينفذ عدة سقطات قوية من الحلبة على زين. بدأ غونثر بالسخرية من زوجة زين، التي كانت تجلس في الصف الأمامي ويقوم بأداء عدة ضربات بالحبال على زين بينما تحاول زوجته من تشجيع سامي للوقوف ومُحاربة غونثر. وعندما تسلق غونتر الحبل العلوي للمرة الثالثة، أجرى زين حركة ركلة هيلوفا وبراين باستر على غونثر مما أجهده. ثم أتبع زين بركلتين متتاليتين من حركته القاضية ركلة هيلوفا على غونثر ليفوز باللقب للمرة الرابعة، منهيًا عهد غونثر الذي دام 666 يومًا كبطل.

#### الحدث الرئيسي (فريق البلودلاين ضد كودي رودز وسيث رولينز)
في الحدث الرئيسي لليلة الأولى، واجه فريق البلودلاين، والمُكوَّن من ذا روك ورومان رينز (برفقة وإدارة بول هيمان لرينز) ضد فريق مُكوَّن من كودي رودز وسيث رولينز في مباراة حيث كان من المُقرر أنه إذا فاز فريق كودي وسيث، فسيتم منع جميع أعضاء فريق البلودلاين من التواجد في حلبة الحدث الرئيسي في الليلة الثانية خلال مباراة بطولة WWE العالمية بلا منازع في الليلة الثانية بين رينز ورودز. ومع ذلك، إذا فاز فريق البلودلاين، فستقام مباراة البطولة وفقًا لقواعد بلودلاين، والتي تُنذر بوجود تدخُّلات من أعضاء الفريق مثل سولو سيكوا وجيمي أوسو. وقد بدأت المُبارزة بين الفريقين، وبينما كان روك ورولينز يتقاتلان خارج الحلبة، حذر روك الحكم تشاد باتون من أنه سيطرده إذا كان هناك عد خارج الحلبة، لكون ذا روك مالكًا في الاتحاد وهو ما يُمثل احتداد الأمر. قام روك بضربة "لو بلو" على رولينز. اعتذر الحكم باتون لرودز لأنه لم يكن بإمكانه فعل أي شيء حيال ذلك. طبق روك حركة "شارب شوتر" على رولينز، إلا أن رودز سرعان ما جاء وقام بصفع روك على وجهه. وبينما كان أنف رينز ينزف، حاول استخدام حركة "سبير" على رودز، لكن الأخير تصدى وأجرى "سنسيت فليب" لقربه. قام رودز بأداء "كودي كاتر" وأتبعها رولينز بضربة "ضفدع" على رينز لقربها. قام رولينز بأداء ستومب ثانٍ على رينز، حيث تابع رودز مع كروز رودز. وعندما ذهب رودز للتثبيت، قام ذا روك بسحب أقدام الحكم الذي كان يحاول العد من الحلبة. تعافى رينز وضرب رودز من الخلف من خلال "لو بلو" و"سبير". أعاد روك الحكم إلى داخل الحلبة لقربه. خارج الحلبة، أمسك ذا روك بحزام الوزن الذي عليه دماء رودز وسخر من والدة رودز التي كانت حاضرة مع زوجها بجانب الحلبة. بالعودة إلى الحلبة، حاول روك استخدام حركته الجماهيرية "كوع الشعب"، لكن رودز تصدى لكودي كتر. حاول رينز استخدام "سبير" على رودز، الذي دفعه رولينز بعيدًا عن الطريق، مما تسبب في قيام رينز بعمل "سبير" على زميله ذا روك عن طريق الخطأ. قام كل من رودز ورولينز بأداء أغنية النسب على روك ورينز لقربها. خارج الحلبة، أدى رودز حركة ذا روك الشهيرة على ذا روك نفسه، من خلال القيام بها فوق طاولة البث، بينما قام رينز بطعن رولينز بحركة "سبير" عبر الحاجز بين الجماهير والحلبة. وبالعودة إلى الحلبة، عندما حاول رودز القيام بحركته القاضية كروز رودز للمرة الثالثة على التوالي، ضرب ذا روك، رودز بحزام الوزن، مما دفع رينز إلى أداء "سبير" على رودز. قام ذا روك في النهاية بأداء كوع الشَّعب على رودز، ليفوزا في المُباراة، مما جعل مباراة بطولة WWE العالمية بلا منازع في الليلة الثانية بموجب قواعد القبيلة المُتمثلة بنمط فريق بلودلاين. كانت هذه المباراة ثاني أطول مباراة في تاريخ راسلمانيا (بعد مباراة بريت هارت وشون مايكلز في راسلمانيا 12 في مارس 1996) حيث بلغت مدة المباراة 44:35 دقيقة.

### اللَّيلة الثانية

#### الحدث الرئيسي (رومان رينز ضد كودي رودز)
في الحدث الرئيسي لليلة الثانية، دافع رومان رينز (برفقة بول هيمان)، الذي كان لديه فرقة إيقاعية وجوقة حية تعزف موضوع دخوله، عن بطولة WWE العالمية بلا منازع ضد كودي رودز، برفقة زوجته براندي رودز. بعد بضع حركات أساسية، تقاتل رينز ورودز وسط الجمهور، حيث قام رودز بضرب رينز على الطاولة. بالعودة إلى الحلبة، تصدى رينز لركلة كارثية بضرب رودس على السجادة. أجرى رينز سوبلكس على رودز لقرب السقوط. بعد الضربتين المتبادلتين، نفذ رودس ركلة كارثة لقربه. بعد تجنب لكمة سوبرمان، قام رودس بضرباته متبوعة بالكوع الآلي. لكن خارج الحلبة، نفذ رينز ضربة منخفضة على رودز قبل أن يطرحه بقوة من خلال طاولة الإعلان. بالعودة إلى الحلبة ، تابع رينز بلكمة سوبرمان لقرب السقوط. تصدى رودز للرمح من خلال حركة كودي كاتر لقربه. ثم قام رودز بأداء الرمح على رينز لقربه. قام رودز بأداء حركة كروز رودز على رينز، ولكن عندما حاول ثانية، هاجم جيمي أوسو رودز بحركته القاضية. ومع ذلك، ظهر جي أوسو وهو عدو رومان رينز وقبيلته، وأطلق حركة سبير أو الرَّمح على جيمي من منحدر المدخل عبر الطاولات. بالعودة إلى الحلبة، بعد طرده من محاولة التدحرج، قام رينز بأداء سبير آخر على رودز.
| دور                 | اسم                            |
| ------------------- | ------------------------------ |
| المعلقون الانجليز   | مايكل كول                      |
| المعلقون الانجليز   | كوري جريفز                     |
| المعلقون الانجليز   | بات مكافي                      |
| المعلقون الانجليز   | سي إم بانك (مباراة الافتتاحية) |
| المعلقون الانجليز   | سنوب دوغ (قتال فيلادلفيا)      |
| المعلقين الاسبان    | مارسيلو رودريجيز               |
| المعلقين الاسبان    | جيري سوتو                      |
| المذيعة             | سامانثا ايرفين                 |
| الحكم               | دانيلو أنفيبيو                 |
| الحكم               | بوبا راي دادلي                 |
| الحكم               | دان إنجلر                      |
| الحكم               | إيدي أورينغو                   |
| الحكم               | شارلز روبنسون                  |
| الحكم               | رايان تران                     |
| الحكم               | رود زاباتا                     |
| المحاورين           | كايلا براكستون                 |
| المحاورين           | كاثي كيلي                      |
| المحاورين           | بيتر روزنبرغ                   |
| المحاورين           | بايرون ساكستون                 |
| لوحة ما قبل العرض   | جاكي ريدموند                   |
| لوحة ما قبل العرض   | بيغ إي                         |
| لوحة ما قبل العرض   | ويد باريت                      |
| لوحة ما قبل العرض   | جي بي إل                       |
| مراسلي ما قبل العرض | ميغان مورانت                   |
| مراسلي ما قبل العرض | توم رينالدي                    |

ثم قام رينز بتطبيق حركة خنق، لكن رودز أجبر نفسه ورينز على الخروج من الحلبة، حيث قام رودس بطعن رينز بالسبير عبر الحاجز. و على غرار أحداث راسلمانيا العام الماضي، أدى رودز حركة كروز رودز القاضية على رينز مرتين، إلا أن سولو سيكوا أدى حركة ساموا سبايك على رودز أثناء المحاولة الثالثة، ومع ذلك، حتى بعد ذلك ومجموعة ساموا سبايك/سبير من سيكوا ورينز، بقي رودز. في المباراة. ثم ظهر جون سينا بعد غيابٍ طويل، ليقضي على سيكوا ورينز. بعد ذلك، ظهر ذا روك بلباسه من هاواي، وقام بأداء روك بوتُّوم على سينا. بعد ذلك انطلقت موسيقى فريق ذا شيلد، حيث ظهر فجأة سيث رولينز المُتعب يرتدي معدات الفريق بهدف ضرب ذا روك من الخلف، إلا أن رينز أسقطه على أرضية الحلبة. ثم ظهر أندرتيكر وأخرج روك بضربة شوك سلام.
أخيرًا، بعد أن تغلب رينز على رولينز بالكرسي، على غرار الطريقة التي قام بها رولينز بتشغيل موسيقى ذا شيلد حينما كانا في فرقة واحد في يونيو 2014، تصدى رودز لحركة سبير بركلة وأنهى المباراة بثلاثة كروز رودز متتالية لينهي عهد رينز الذي دام 1316 يومًا كبطل عالمي. والتي تُعتبر رابع أطول بطولة عالمية في تاريخ WWE. وبعد المباراة، رودز احتفل مع العديد من نجوم الطاقم الرئيسيين، بالإضافة إلى شريكته براندي ووالدته وبعضًا من أسرته وراندي أورتن وسامي زين. ثم قدم عرضًا ترويجيًا عن فوزه وشكر كل من سانده ووقف معه وخصَّ بالذكر مدير خلف الكواليس وأيضًا المسؤول عن الاتحاد تربل إتش لتنتهي قصة كودي في مشهدٍ لا يتكرر وذكرياتٍ لا تُنسى.

## النتائج

### اللَّيلة الاُولى
| الترتيب | النتائج | نوع المباراة                                | وقت المباراة (بالدقائق) |
| ------- | --- | ------------------------------------------- | ----------------------- |
| 1       | ريا ريبلي (البطلة) تهزم بيكي لينش من خلال التثبيت وتحتفظ بالحزام. | مباراة فرديَّة على حزام بطولة سماكداون للنساء | 17:05                   |
| 2       | فريق (أوستن ثيوري وغرايسون والر) يفوزون بحزام WWE لفرق سماكداون، وفريق (آر تروث وذا ميز) يفوزون بحزام WWE لفرق راو. بعد هزيمة تكتُّل فرق من (فين بالور وداميان بريست) و(جوني جارجانو وتوماسو تشامبا) و(كوفي كينغستون وإكزافيير وودز) و(بيت دون وتايلر بيت). | مباراة السُّلُّم على حزام الفرق الرجاليَّة.       | 17:25                   |
| 3       | فريق ري ميستيريو وآندرادي (مع كارليتو وكروز ديل تورو وزيما أيون وزيلينا فيغا) يهزمون فريق سانتوس إسكوبار ودومينيك ميستيريو (مع غارزا جونيور وهومبيرتو كاريو وإليكترا لوبيز) من خلال التَّثبيت.                                                              | مباراة فرق                                  | 11:05                   |
| 4       | جاي أوسو يهزم جيمي أوسو من خلال التَّثبيت. | مبارة فرديَّة                                 | 11:05                   |
| 5       | فريق بيانكا بيلير وجيد كارجيل ونايومي تهزم فريق داكوتا كاي وآسكا وكاوري هوساكو من خلال التَّثبيت. | مباراة 3 ضد 3 للفرق النسائيَّة.               | 8:05                    |
| 6       | سامي زين يهزم غونثر (البطل) من خلال التَّثبيت ويحصل على الحزام. | مباراة فرديَّة على حزام بطولة القارَّات         | 15:30                   |
| 7       | فريق البلود لاين (ذا روك ورومان رينز بإدارة بول هيمان) يهزمان كودي رودز وسيث "فريكن" رولينز من خلال التَّثبيت. | مباراة فرق ثُنائيَّة                           | 44:35                   |

### اللَّيلة الثانية
| الترتيب | النتائج | نوع المباراة                                                                            | وقت المباراة (بالدقائق) |
| ------- | --- | --------------------------------------------------------------------------------------- | ----------------------- |
| 1       | درو ماكنتاير يهزم البطل سيث "فريكن" رولينز من خلال التَّثبيت. | مباراة فرديَّة على حزام بطولة العالم للوزن الثَّقيل                                         | 10:30                   |
| 2       | داميان بريست يهزم البطل درو ماكنتاير بعد مباراته من خلال التَّثبيت. | مباراة فرديَّة على حزام بطولة العالم للوزن الثَّقيل (داميان بريست يصرف الحقيبة ضد ماكنتاير) | 0:09                    |
| 3       | فريق بوبي لاشلي وأنجيلو دوكينز ومونتز فورد (بحضور بي فاب) يهزم فريق العهد النهائي المُكوَّن من كاريون كروس وأكام وريزار (بحضور بول إليرينغ وسكارليت بوردو) من خلال التَّثبيت.         | مباراة 3 ضد 3 على نمط فيلادلفيا قتال الشَّوارع                                            | 8:35                    |
| 4       | إل إي نايت يهزم إي جيه ستايلز من خلال التَّثبيت. | مباراة فرديَّة                                                                            | 12:25                   |
| 3       | لوجان بول (البطل) (بحضور أي شو سبيد) يهزم كُلًا من راندي أورتن وكيفن أوينز من خلال تَّثبيت أوينز.                                                                                    | مباراة ثُلاثيَّة على حزام بطولة الولايات المُتَّحدة                                           | 17:40                   |
| 4       | بايلي تهزم آيو سكاي (البطلة) من خلال التَّثبيت وتحصل على الحزام منها. | مباراة فرديَّة على حزام بطولة النساء                                                      | 14:20                   |
| 5       | كودي رودز (بدعم من جاي أوسو، و سيث رولينز، وجون سينا، وأندرتيكر) يهزم البطل رومان رينز (مدعومًا من جيمي أوسو، وسولو سيكوا، وذا روك، بحضور مدير أعماله بول هيمان) من خلال التَّثبيت. | مباراة من نمط بلودلاين على حزام بطولة اليونيفرسال بدون منازع                            | 33:25                   |